# 自由広場駅
自由広場駅（じゆうひろばえき、タヴィスプレビス・モエダニ駅、グルジア語: თავისუფლების მოედანი、グルジア語ラテン翻字: Tavisuplebis Moedani）、またはリバティ・スクエア駅（英語: Liberty Square）は、ジョージアのトビリシムタツミンダ地区にあるトビリシ地下鉄1号線の駅である。
ルスタヴェリ大通りの南端にある自由広場（英: Freedom Square）のすぐ近く位置する。1967年11月にレーニン広場駅（グルジア語: ლენინის მოედანი、グルジア語ラテン翻字: Leninis Moedani）として開業した。駅名の由来は、駅の出入口が同広場に面していたことによる。
出入口は、ガレリア・トビリシ（グルジア語: გალერია თბილისი）ショッピングセンター内に位置している。

## 歴史
- 1967年11月6日 - 十月革命の50周年を記念し、レーニン広場駅として開業。
- 2006年 - 改装が行われ、ビジュアルが全面的にリニューアルされた。

## 駅構造

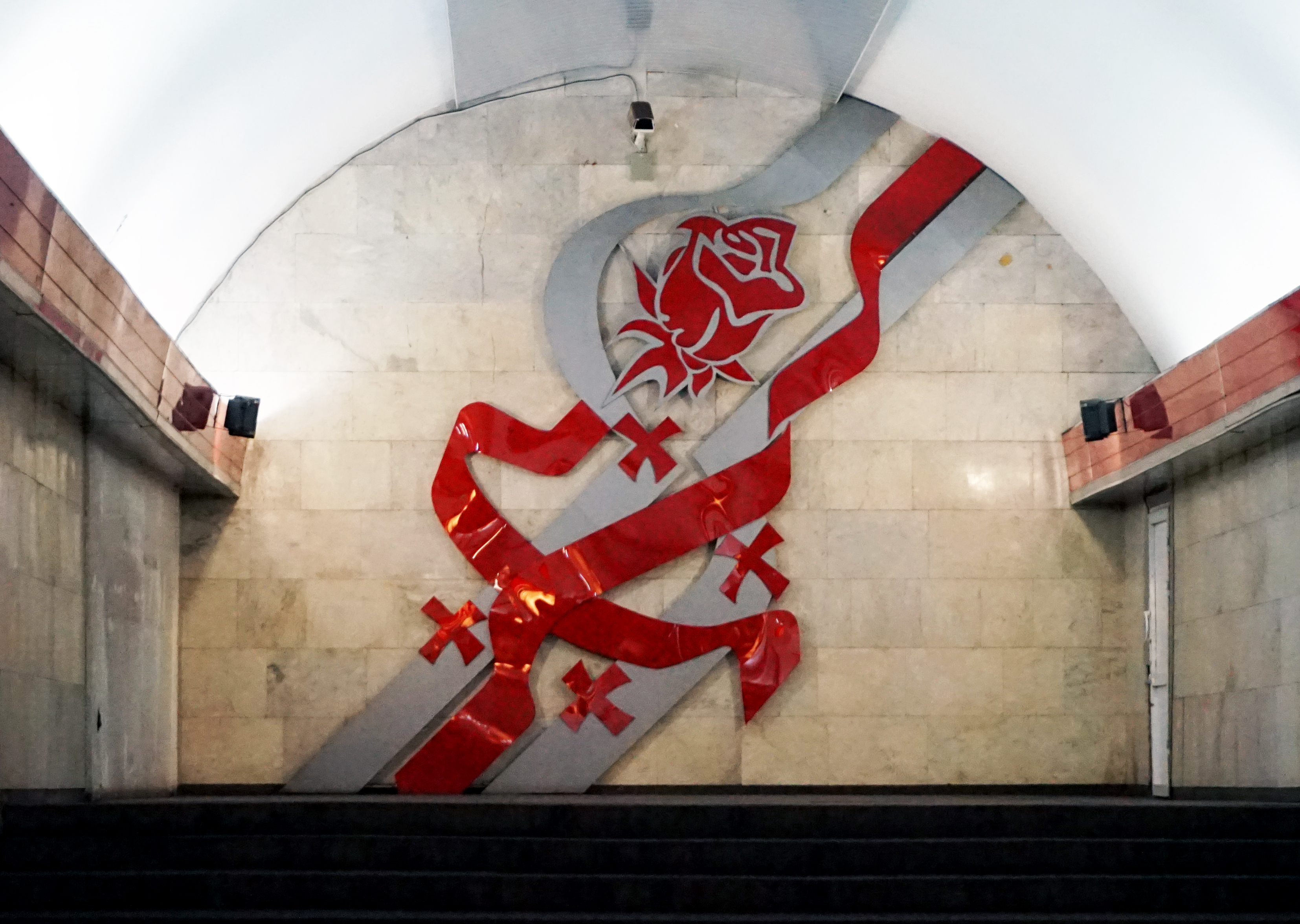
バラ革命にちなんだ、赤いバラの装飾

自由広場駅は、トビリシ地下鉄で最も深い場所にある駅の一つである。
2006年の改装では、照明システムが刷新され、現代的な広告掲示板やモニターが導入された。同時に、通信システムも一新された。赤と白を基調とし、白い大理石による装飾が行われた。地下プラットホームの南端の壁には、バラ革命にちなんだ赤いバラの装飾が施された。
建築家のD・バイラマシヴィリとV・メスヒシヴィリが設計、トビリクラクプロジェクトが施工した。
自由広場駅の構内は、3つのアーチを持つパイロン様式となっている。プラットホームの北端には、地上にでるためのエスカレーターが3本ある。プラットホームの南端は壁となっており、赤いバラの装飾が施されている。

## 駅周辺
- 自由広場
- ガレリア・トビリシ
- ジョージア議会議事堂